# Polygermane

Le polygermane, de formule générale (GeH2)n, est un polymère inorganique formé d'une chaîne linéaire (caténaires) d’atomes de germanium liés entre eux, chaque atome portant deux atomes d’hydrogène. Il peut être considéré comme l’analogue du polyéthylène, où le carbone est remplacé par du germanium.

## Histoire
Le polygermane a été mentionné pour la première fois au début du XXe siècle, mais ses propriétés n’ont été étudiées en détail que récemment, notamment en raison de l’intérêt croissant pour les polymères inorganiques semiconducteurs.

## Structure
Le polymère adopte une structure linéaire dans laquelle les atomes de germanium sont liés par des liaisons simples Ge–Ge, chaque Ge portant deux atomes d'hydrogène. Cette structure est analogue à celle du polysilane ou du polystanne.

## Propriétés
- Semiconducteur à large bande interdite ;
- Sensible à la lumière, ce qui en fait un candidat potentiel pour des applications en photonique ou en optoélectronique ;
- Réactif avec l’air et l’eau – nécessite une manipulation en atmosphère inerte.

## Synthèse
La synthèse du polygermane peut être réalisée par réduction de chlorogermane (GeCl4) avec du sodium dans l’ammoniac liquide, ou par décomposition thermique de précurseurs organogermaniques comme les trialkylgermanes.

## Applications
Les applications potentielles du polygermane comprennent :
- Matériaux semiconducteurs ;
- Photodétecteurs ;
- Dispositifs photovoltaïques ;
- Composites polymères hybrides[3].